# Рудий кущівник
Рудий кущівни́к (Thamnistes) — рід горобцеподібних птахів родини сорокушових (Thamnophilidae). Представники цього роду мешкають в Центральній і Південній Америці.

## Види
Виділяють два види:
- Кущівник рудий (Thamnistes anabatinus)
- Кущівник перуанський (Thamnistes rufescens)[5][6]

## Етимологія
Наукова назва роду Thamnolaea походить від сполучення слів дав.-гр. θαμνος — кущ і ἱζω — сидіти.